# Vid Kavtičnik

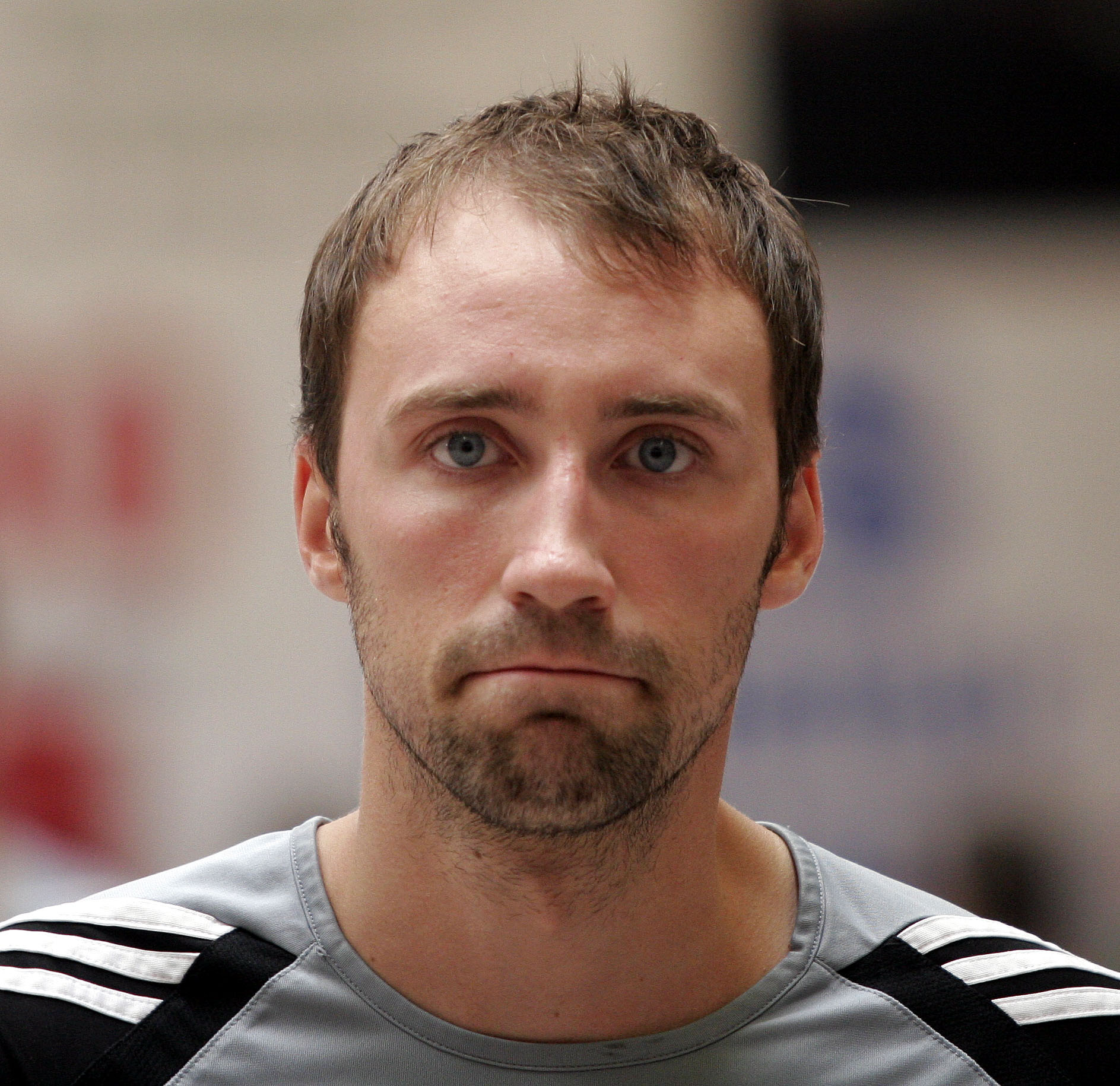
Vid Kavtičnik, 2007.

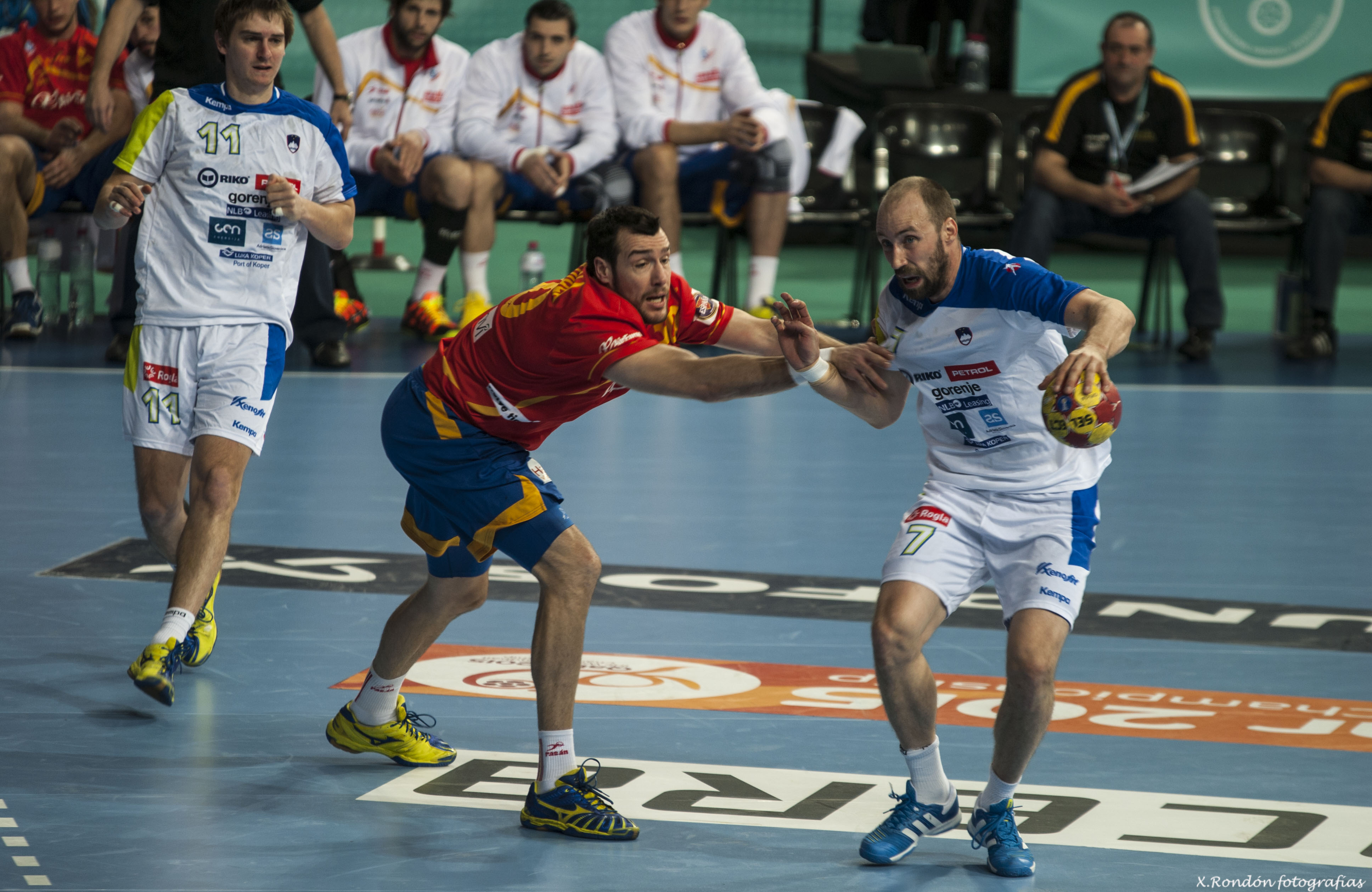
Vid Kavtičnik (höger) med Sloveniens landslag vid VM 2013 i Spanien.

Vid Kavtičnik (IPA: /vit kau̯titʃnik/), född 24 maj 1984 i Slovenj Gradec i dåvarande Socialistiska federativa republiken Jugoslavien, är en slovensk tidigare handbollsspelare (högersexa/högernia). Han har spelat nästan 200 landskamper för Sloveniens landslag och sedan 2009 spelar han för det franska klubblaget Montpellier HB i LNH Division 1.

## Handbollskarriär
Vid Kavtičnik debuterade i RK Velenjes seniorlag som 16-åring. Som 17-åring debuterade han som yngste spelaren dittills i Sloveniens landslag. 19 år gammal gjorde han succé vid EM 2004 på hemmaplan. Han kom på delad fjärdeplats i skytteligan, gjorde sex mål i finalen när hans Slovenien tog silver och utsågs till turneringens bästa högersexa. Det var landets första mästerskapsmedalj. Året efter värvades han av det tyska stjärnlaget THW Kiel
Från 2005 till 2009 gjorde Kavtičnik fyra framgångsrika säsonger i THW Kiel, bland annat säsongen 2006/2007 då laget vann trippeln: Champions League, tyska mästartiteln och cuptiteln. Sommaren 2009 köptes han loss av franska Montpellier HB, tillsammans med lagkamraten Nikola Karabatić. Kavtičnik spelade elva säsonger i Montpellier, med Champions League-titeln 2018 som kronan på verket. Sommaren 2019 lämnar han för den franska ligakonkurrenten Pays d'Aix UC.

## Meriter

### Med klubblag
Internationella titlar
- Champions League-mästare: 2 (2007 med THW Kiel och 2018 med Montpellier HB)

Inhemska titlar
- Tysk mästare: 4 (2006, 2007, 2008 och 2009) med THW Kiel
- Tysk cupmästare: 3 (2007, 2008 och 2009) med THW Kiel
- Tysk supercupmästare: 3 (2005, 2007, 2008) med THW Kiel
- Fransk mästare: 3 (2010, 2011 och 2012) med Montpellier HB
- Fransk cupmästare: 4 (2010, 2012, 2013 och 2016) med Montpellier HB
- Fransk ligacupmästare: 5 (2010, 2011, 2012, 2014 och 2016) med Montpellier HB
- Fransk supercupmästare: 2 (2010 och 2011) med Montpellier HB

### Med landslaget
- EM 2004 i Slovenien:  Silver (All star-team: bästa högersexa)
- OS 2004 i Aten: 11:a
- VM 2005 i Tunisien: 12:a
- EM 2006 i Schweiz: 8:a
- EM 2008 i Norge: 10:a
- EM 2010 i Österrike: 11:a
- EM 2012 i Serbien: 6:a
- VM 2013 i Spanien: 4:a
- VM 2015 i Qatar: 8:a
- EM 2016 i Polen: 14:e
- OS 2016 i Rio de Janeiro: 6:a
- VM 2017 i Frankrike:  Brons
- EM 2018 i Kroatien: 8:a